# Patryk Walczak
Patryk Walczak (ur. 29 lipca 1992 w Szczecinie) – polski piłkarz ręczny, obrotowy, od 2020 roku zawodnik Vardar Skopje.

## Kariera sportowa
Kariera klubowa
Wychowanek Kusego Szczecin, następnie uczeń i gracz SMS-u Gdańsk. W 2011 przeszedł do Pogoni Szczecin, z którą w sezonie 2011/2012 wywalczył awans do Superligi. Przez pierwsze dwa lata występów w najwyższej klasie rozgrywkowej był zmiennikiem Nenada Markovicia – zagrał w 34 meczach, w których rzucił 39 goli. Następnie stał się podstawowym obrotowym Pogoni, rozgrywając w sezonach 2014/2015 i 2015/2016 58 meczów i zdobywając 218 bramek. W sezonie 2015/2016 zadebiutował także w Pucharze EHF, rzucając cztery gole w przegranym dwumeczu z węgierskim Csurgói KK (27:30; 19:29).
W lipcu 2016 przeszedł do Vive Kielce, z którym podpisał trzyletni kontrakt. W sezonie 2016/2017, w którym rozegrał w Superlidze 21 meczów i rzucił 42 bramki, zdobył z kieleckim klubem mistrzostwo Polski. Wywalczył również Puchar Polski i zadebiutował w Lidze Mistrzów – 26 września 2016 wystąpił w wygranym meczu z białoruskim Mieszkowem Brześć (29:24). Pierwszy sezon w Lidze Mistrzów zakończył z dziewięcioma spotkaniami i czterema golami na koncie (pierwszą bramkę w tych rozgrywkach zdobył 1 października 2016 w meczu z IFK Kristianstad). W okresie październik–grudzień 2016 pauzował z powodu złamania kości śródręcza, doznanego w spotkaniu z Gwardią Opole. W lipcu 2017 został wypożyczony na rok do francuskiego Massy Essonne HB. W sezonie 2017/2018 rozegrał w jego barwach 25 meczów we francuskiej ekstraklasie, w których rzucił 47 bramek.
W lipcu 2018 został zawodnikiem niemieckiego TuS N-Lübbecke, z którym podpisał dwuletni kontrakt.
Kariera reprezentacyjna
W 2010 wraz z reprezentacją Polski juniorów wziął udział w mistrzostwach Europy U-18 w Czarnogórze, podczas których rozegrał siedem meczów i zdobył dziewięć bramek. W 2011 uczestniczył w otwartych mistrzostwach Europy U-19 w Szwecji. Następnie regularnie grał w reprezentacji młodzieżowej, z którą w 2012 wystąpił w mistrzostwach Europy U-20 w Turcji – rozegrał w nich siedem spotkań i rzucił 15 goli. W 2014 wraz z reprezentacją Polski B wziął udział w turnieju na Litwie – w wygranym meczu z Izraelem (33:26) zdobył dwie bramki. W latach 2015–2017 zaliczył kolejne występy w drugiej reprezentacji.
W reprezentacji Polski zadebiutował 6 stycznia 2017 w przegranym meczu towarzyskim z Hiszpanią (20:30). W tym samym miesiącu uczestniczył w mistrzostwach świata we Francji, podczas których zdobył cztery gole (pierwszą bramkę w narodowych barwach rzucił 14 stycznia 2017 w przegranym spotkaniu z Brazylią). 13 września 2024 ogłosił zakończenie kariery reprezentacyjnej.

## Sukcesy
Vive Kielce
- Mistrzostwo Polski: 2016/2017
- Puchar Polski: 2016/2017

## Statystyki
| Klub                            | Sezon     | Liga      | Liga | Liga | Liga | Puchar kraju | Puchar kraju | Puchar kraju | Europa | Europa | Europa | Super Globe | Super Globe | Super Globe | Razem | Razem | Razem |
| Klub                            | Sezon     | Liga      | M    | B    | Śr.  | M            | B            | Śr.          | M      | B      | Śr.    | M           | B           | Śr.         | M     | B     | Śr.   |
| ------------------------------- | --------- | --------- | ---- | ---- | ---- | ------------ | ------------ | ------------ | ------ | ------ | ------ | ----------- | ----------- | ----------- | ----- | ----- | ----- |
| SMS Gdańsk                      | 2009/2010 | I liga    | 14   | 4    | 0,3  | –            | –            | –            | –      | –      | –      | –           | –           | –           | 14    | 4     | 0,3   |
| SMS Gdańsk                      | 2010/2011 | I liga    | 20   | 33   | 1,7  | –            | –            | –            | –      | –      | –      | –           | –           | –           | 20    | 33    | 1,7   |
| SMS Gdańsk                      | Razem     | Razem     | 34   | 37   | 1,1  | –            | –            | –            | –      | –      | –      | –           | –           | –           | 34    | 37    | 1,1   |
| Pogoń Szczecin                  | 2011/2012 | I liga    | 20   | 23   | 1,2  | 3            | 7            | 2,3          | –      | –      | –      | –           | –           | –           | 23    | 30    | 1,3   |
| Pogoń Szczecin                  | 2012/2013 | Superliga | 19   | 21   | 1,1  | 3            | 3            | 1            | –      | –      | –      | –           | –           | –           | 22    | 24    | 1,1   |
| Pogoń Szczecin                  | 2013/2014 | Superliga | 15   | 18   | 1,2  | 0            | 0            | 0            | –      | –      | –      | –           | –           | –           | 15    | 18    | 1,2   |
| Pogoń Szczecin                  | 2014/2015 | Superliga | 30   | 100  | 3,3  | 1            | 1            | 1            | –      | –      | –      | –           | –           | –           | 31    | 101   | 3,3   |
| Pogoń Szczecin                  | 2015/2016 | Superliga | 28   | 118  | 4,2  | 1            | 3            | 3            | 2      | 4      | 2      | –           | –           | –           | 31    | 125   | 4     |
| Pogoń Szczecin                  | Razem     | Razem     | 112  | 280  | 2,5  | 8            | 14           | 1,8          | 2      | 4      | 2      | –           | –           | –           | 122   | 298   | 2,4   |
| Vive Kielce                     | 2016/2017 | Superliga | 21   | 42   | 2    | 4            | 11           | 2,8          | 9      | 4      | 0,4    | 3           | 5           | 1,7         | 37    | 62    | 1,7   |
| Massy Essonne HB                | 2017/2018 | LNH       | 25   | 47   | 1,9  | 2            | 4            | 2            | –      | –      | –      | –           | –           | –           | 27    | 51    | 1,9   |
| Stan na koniec sezonu 2017/2018 |           |           |      |      |      |              |              |              |        |        |        |             |             |             |       |       |       |